# Enrico Celio
Enrico Celio (Quinto, 19 giugno 1889 – Lugano, 22 febbraio 1980) è stato un avvocato, politico e giornalista svizzero di lingua italiana, esponente del partito conservatore, Consigliere di Stato, Consigliere federale.

## Biografia

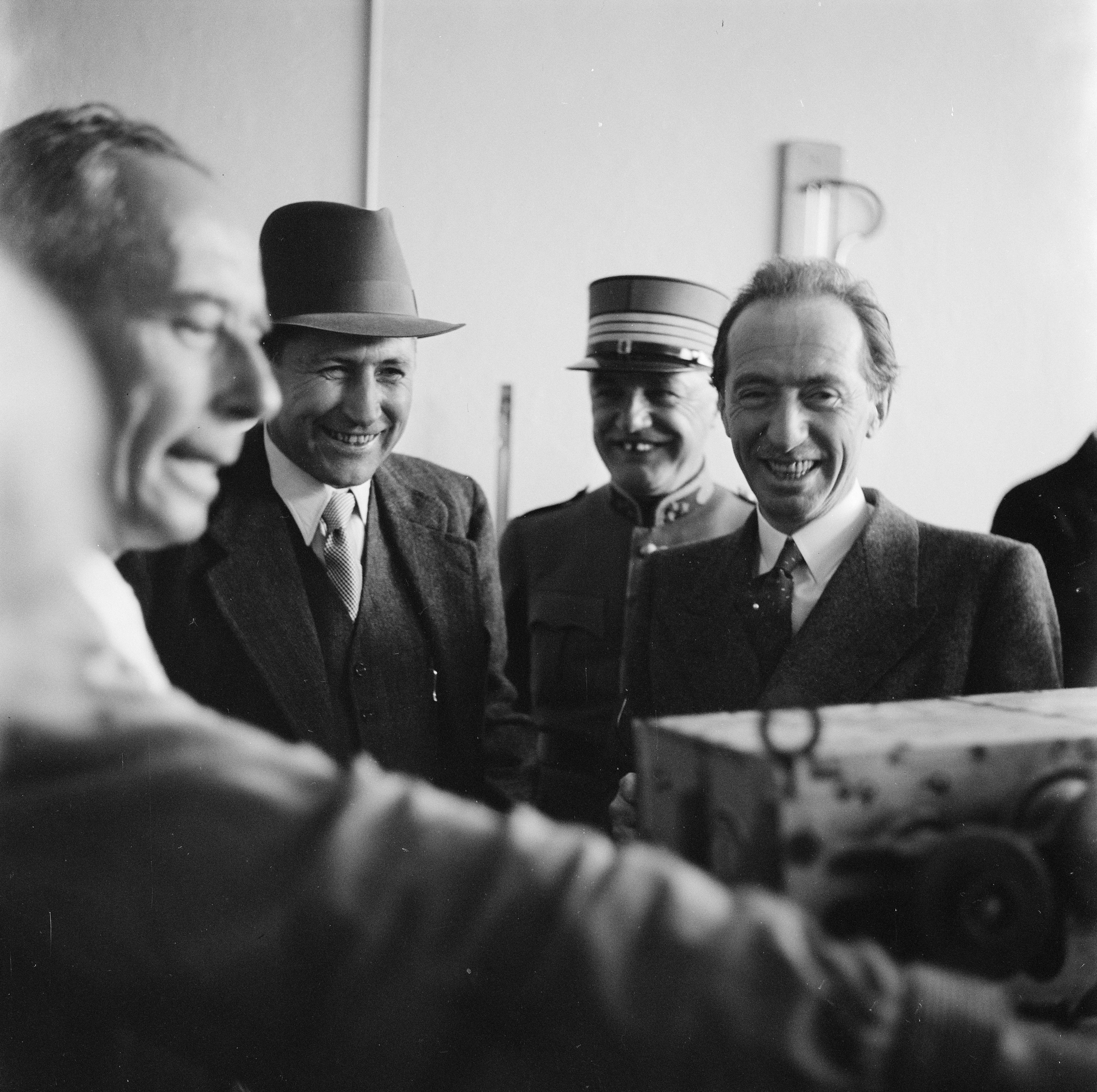
Enrico Celio (a destra) visita la Swissair (1942).

Secondo figlio di Emilio, ispettore scolastico, e di Maria nata Danzi, nacque ad Ambrì, frazione di Quinto. Frequentò il ginnasio dei salesiani a Balerna e conseguì la maturità liceale presso i gesuiti a Milano. Conseguì la laurea in lettere e filosofia all'Università di Friburgo nel 1915. Dal 1916 al 1921 fu giornalista e poi direttore del giornale del partito conservatore ticinese Popolo e Libertà. Nel 1921 riprese gli studi in giurisprudenza a Friburgo, conseguendo la licenza di avvocato. Fu membro del Gran Consiglio ticinese nelle file del partito conservatore dal 1913 al 1932.
Fu eletto al Consiglio nazionale nel 1924 dal 1927 al 1928 e nel 1932. Nel 1932 successe a Giuseppe Cattori nel Consiglio di Stato ticinese dove prese la guida del Dipartimento della pubblica educazione e di giustizia e polizia.
Nel febbraio del 1940 fu eletto al Consiglio federale in sostituzione di Giuseppe Motta dove resse per dieci anni il dipartimento federale delle poste e delle ferrovie. Fu in due occasioni Presidente della Confederazione Elvetica nel 1943 e nel 1948.

## Opere
- Enrico Celio, Un esempio di vita: Giuseppe Motta, Istituto Editoriale Ticinese, Bellinzona 1957; Idem, La rivolta leventinese del 1755, Grassi 6 Co, Bellinzona 1958.

## Archivio e biblioteca
Quello che è rimasto del suo archivio (una sessantina circa di scatole di documenti) è conservato all'Archivio cantonale, in via Stefano Franscini a Bellinzona, a disposizione dei ricercatori. La sua biblioteca, da lui donata al comune di Biasca, non è stata ancora riordinata.